# 10207 Comeniana
10207 Comeniana eller 1997 QA är en asteroid i huvudbältet som upptäcktes den 16 augusti 1997 av de båda slovakiska astronomerna Peter Kolény och Leonard Kornoš vid Modra-observatoriet. Den är uppkallad efter Universitas Comeniana.
Asteroiden har en diameter på ungefär 5 kilometer.